# Comuna Vedea, Teleorman
Vedea (în trecut, Meri-Goala și Goala) este o comună în județul Teleorman, Muntenia, România, formată din satele Albești, Coșoteni, Dulceanca, Meri și Vedea (reședința).

## Demografie
Componența etnică a comunei Vedea
     Români (96,25%)
     Alte etnii (3,75%)
Componența confesională a comunei Vedea
     Ortodocși (90,97%)
     Adventiști (4,38%)
     Alte religii (0,43%)
     Necunoscută (4,22%)
Conform recensământului efectuat în 2021, populația comunei Vedea se ridică la 2.557 de locuitori, în scădere față de recensământul anterior din 2011, când fuseseră înregistrați 3.592 de locuitori. Majoritatea locuitorilor sunt români (96,25%). Din punct de vedere confesional, majoritatea locuitorilor sunt ortodocși (90,97%), cu o minoritate de adventiști (4,38%), iar pentru 4,22% nu se cunoaște apartenența confesională.

## Istorie
La sfârșitul secolului al XIX-lea, comuna purta numele de Meri-Goala, făcea parte din plasa Târgului al județului Teleorman și era alcătuită din satele Goala și Meri (reședința), având o populație de 557 de locuitori. În comună funcționa o școală mixtă frecventată de 18 elevi și o biserică. La acea vreme, satul Coșoteni, purta numele de Drăgănești-Țigănia și făcea parte din comuna Drăgănești de Vede. Tot la acea vreme, pe teritoriul actual al comunei, în aceiași plasă funcționau comunele Albești și Dulceanca (ambele făcând parte tot din plasa Târgului a aceluiași județ). Comuna Albești era alcătuită doar din satul cu același nume, avea o populație de 974 de locuitori, iar în comună exista doar o biserică. Comuna Dulceanca avea și ea aceiași structură, având o populație de 438 de locuitori, iar în comună funcționa o școală mixtă frecventată de 10 elevi și o biserică.
În Anuarul Socec din 1925, comuna Dulceanca apare desființată, iar satul cu același nume a trecut la comuna Albești. Comunele Albești și Meri-Goala sunt consemnate amândouă în plasa Roșiorii de Vede a aceluiași județ, având o populație de 1513 de locuitori (în comuna Albești) și 1087 de locuitori (în comuna Meri-Goala).  În anul 1931, din satul Drăgănești-Țigănia s-au desprins satele Drăgănești și Țigănia.
În anul 1950, comunele au trecut în administrația raionului Roșiorii de Vede al regiunii Teleorman, raion care, doi ani mai târziu, a fost inclus în regiunea București. Între timp, comuna Meri-Goala a primit numele simplu de Goala, iar comuna a primit și satul Țigănia de la comuna Drăgănești de Vede. În anul 1964, comuna Goala a primit numele de Vedea, iar satul Țigănia a primit numele de Coșoteni. 
În anul 1968, comuna a trecut la județul Teleorman având actuala structură. Tot atunci, comuna Albești a fost desființată, iar satele Albești și Dulceanca au fost incluse în comuna Vedea.

## Politică și administrație
Comuna Vedea este administrată de un primar și un consiliu local compus din 11 consilieri. Primarul, Aurel Drăghici[*], de la Partidul Social Democrat, este în funcție din 2008. Începând cu alegerile locale din 2024, consiliul local are următoarea componență pe partide politice:
|  | Partid                    | Consilieri | Componența Consiliului | Componența Consiliului | Componența Consiliului | Componența Consiliului | Componența Consiliului | Componența Consiliului | Componența Consiliului | Componența Consiliului | Componența Consiliului | Componența Consiliului |
|  | ------------------------- | ---------- | ---------------------- | ---------------------- | ---------------------- | ---------------------- | ---------------------- | ---------------------- | ---------------------- | ---------------------- | ---------------------- | ---------------------- |
|  | Partidul Social Democrat  | 10         |                        |                        |                        |                        |                        |                        |                        |                        |                        |                        |
|  | Partidul Național Liberal | 1          |                        |                        |                        |                        |                        |                        |                        |                        |                        |                        |

## Monumente istorice
- Biserica "Sf. Dumitru” (1647) a fostei mănăstiri Drăgănești, sat Coșoteni
- Situl arheologic de la Albești
- Situl arheologic de la Dulceanca